# Berthe Morisotová

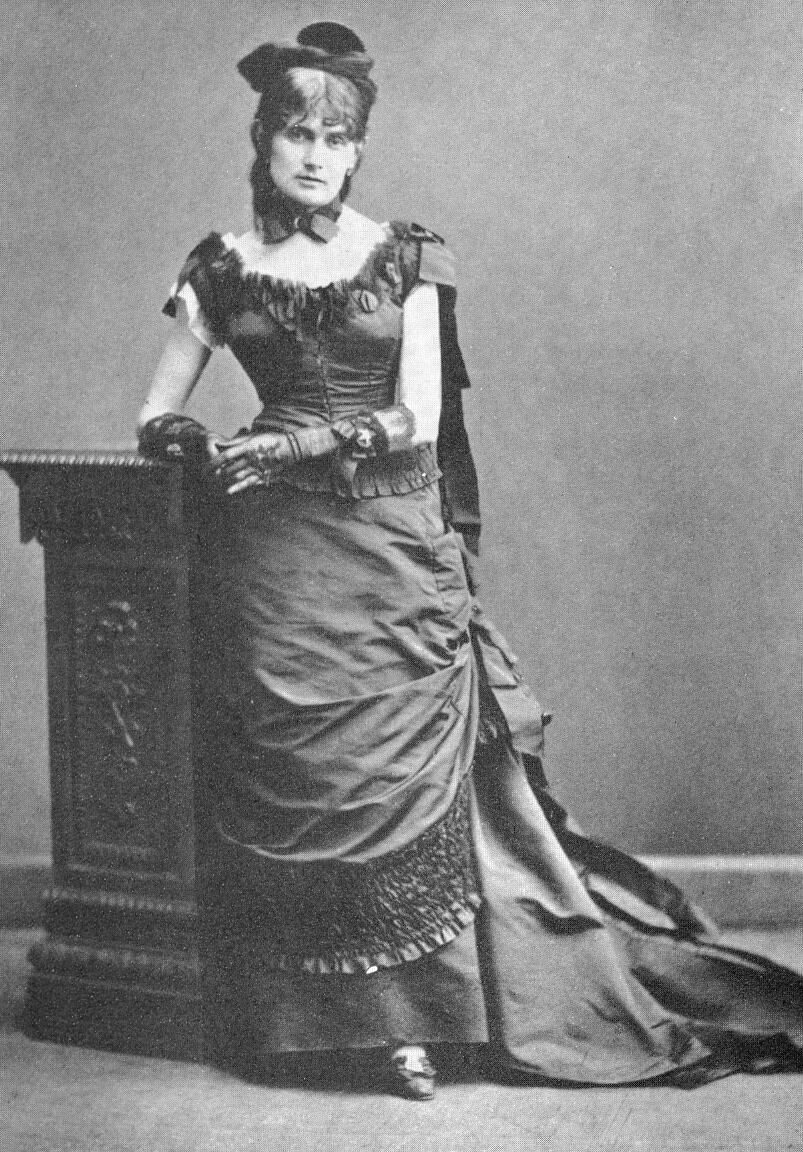
Berthe Morisotová (1875)

Berthe Morisotová (14. ledna 1841, Bourges, Cher, Francie – 2. března 1895, Paříž) byla francouzská malířka, členka pařížské umělecké skupiny, která vešla ve známost jako impresionisté. Gustave Geffroy ji v roce 1894 zařadil mezi „tři nejvýznamnější impresionistické malířky“ po boku Marie Bracquemondové a Mary Cassattové. Ve vysoce uznávaném pařížském Salonu poprvé vystavovala v roce 1864. Její dílo bylo vybráno pro šest následujících výstav, ale v roce 1874 se přidala k výstavě impresionistů zamítnutých Salonem.

## Raný život a vzdělání
Berthe Morisotová se narodila ve francouzském městě Bourges do rodiny vyššího úředníka. Jejím předkem byl rokokový malíř Jean-Honoré Fragonard. Berthe i její sestra Edma se rozhodly být malířkami a jejich rodina jim v tomto rozhodnutí nebránila. Ve dvaceti letech se Berthe spřátelila s malířem Camillem Corotem, příslušníkem barbizonské školy, u kterého i se svou sestrou mezi lety 1860–1862 studovala. Pod jeho vlivem začala Morisotová malovat v plenéru a seznámila se také s mnoha dalšími umělci. Poté, co se Edma vdala a narodily se jí děti, přestala malovat tak intenzivně jako Berthe. Berthe a Edma i jejich rodiny ale nadále udržovaly velice blízký vztah.

## Vliv Maneta a impresionismus
Ve 23 letech začala Morisotová vystavovat v Salonu a kritika na její dílo byla vesměs pozitivní. V roce 1868 se seznámila s Édouardem Manetem, který se o mladou umělkyni začal intenzivně zajímat. Mezi těmito dvěma malíři se vyvinul přátelský vztah, jak dokazují jejich dopisy i několik portrétů Morisotové, které vytvořil právě Manet. Navzájem také ovlivňovali svoji techniku malby. Morisotová přesvědčila Maneta, aby vyzkoušel malbu v plenéru a oba se brzy přidali k impresionistům. V roce 1874 se Berthe provdala za Manetova mladšího bratra Eugèna a narodila se jim dcera Julie. 15. dubna 1874 se také konala první nezávislá výstava třiceti budoucích impresionistů, kam Morisotová přispěla několika malbami. Tato výstava ale vyvolala pobouření mezi kritiky i veřejností. Morisotová i ostatní impresionisté se ale negativními ohlasy na svá díla nenechali odradit a v následujících dvaceti letech proběhlo několik dalších impresionistických výstav. Pohled veřejnosti na impresionismus se ale začal měnit až ke konci devatenáctého století, kdy se již umělci dožili uznání a zaslouženého finančního úspěchu. Berthe Morisotová zemřela na zápal plic 2. března 1895 v Paříži a je pohřbena na pařížském hřbitově Passy.

## Témata maleb

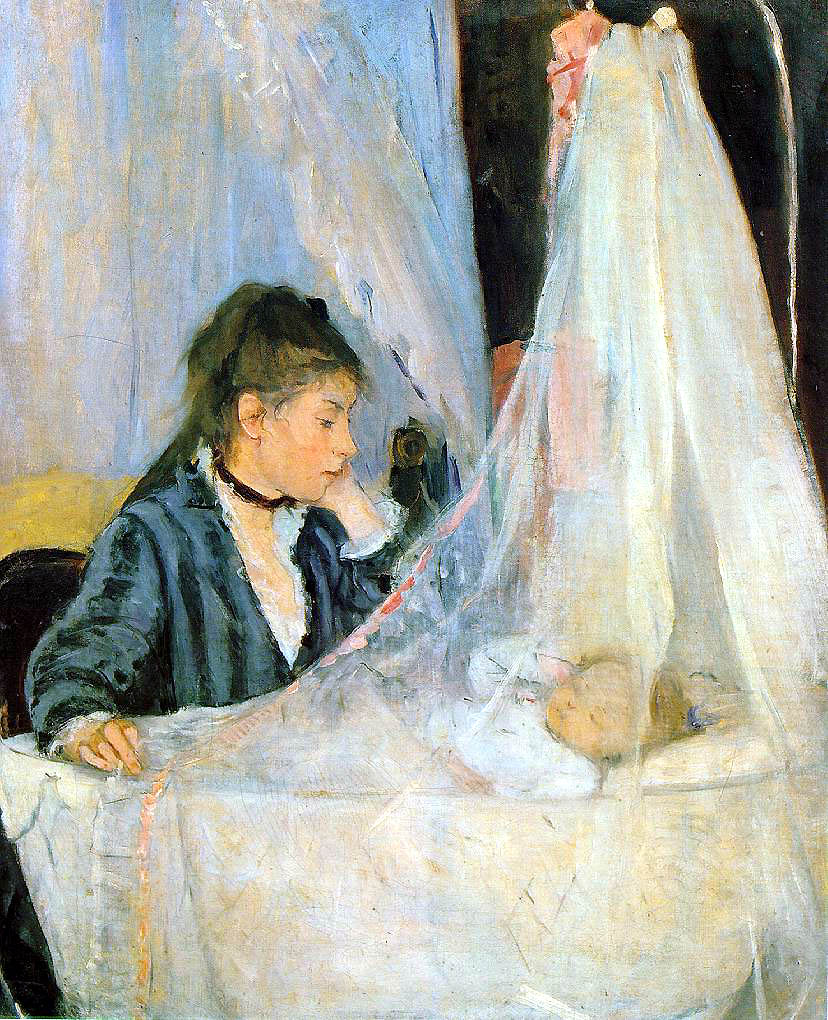
Obraz Kolébka

Malby Morisotové sice ctí impresionistické zásady, ale zabývají se většinou jinými tématy než obrazy jejích mužských kolegů. Kvůli společenským poměrům byly malířky většinou odkázány na tvorbu doma nebo na malbu přírody, protože ženy-umělkyně se ve světě malířů těžko prosazovaly a kariéra jim často nebyla kvůli předsudkům umožněna. Morisotová (stejně jako další úspěšná impresionistická malířka Mary Cassattová) tedy malovala obrazy převážně z domácího prostředí, portréty svých přátel a členů rodiny, ženy při toaletě a další intimní scény z každodenního života mladých žen. Mimo toho, její díla zahrnují také krajiny, zahrady a scény na řece. Vyhýbala se ale zobrazování dostihů, kaváren, koncertů a městského života, které byly populární mezi mužskými malíři.

## Vybraná díla

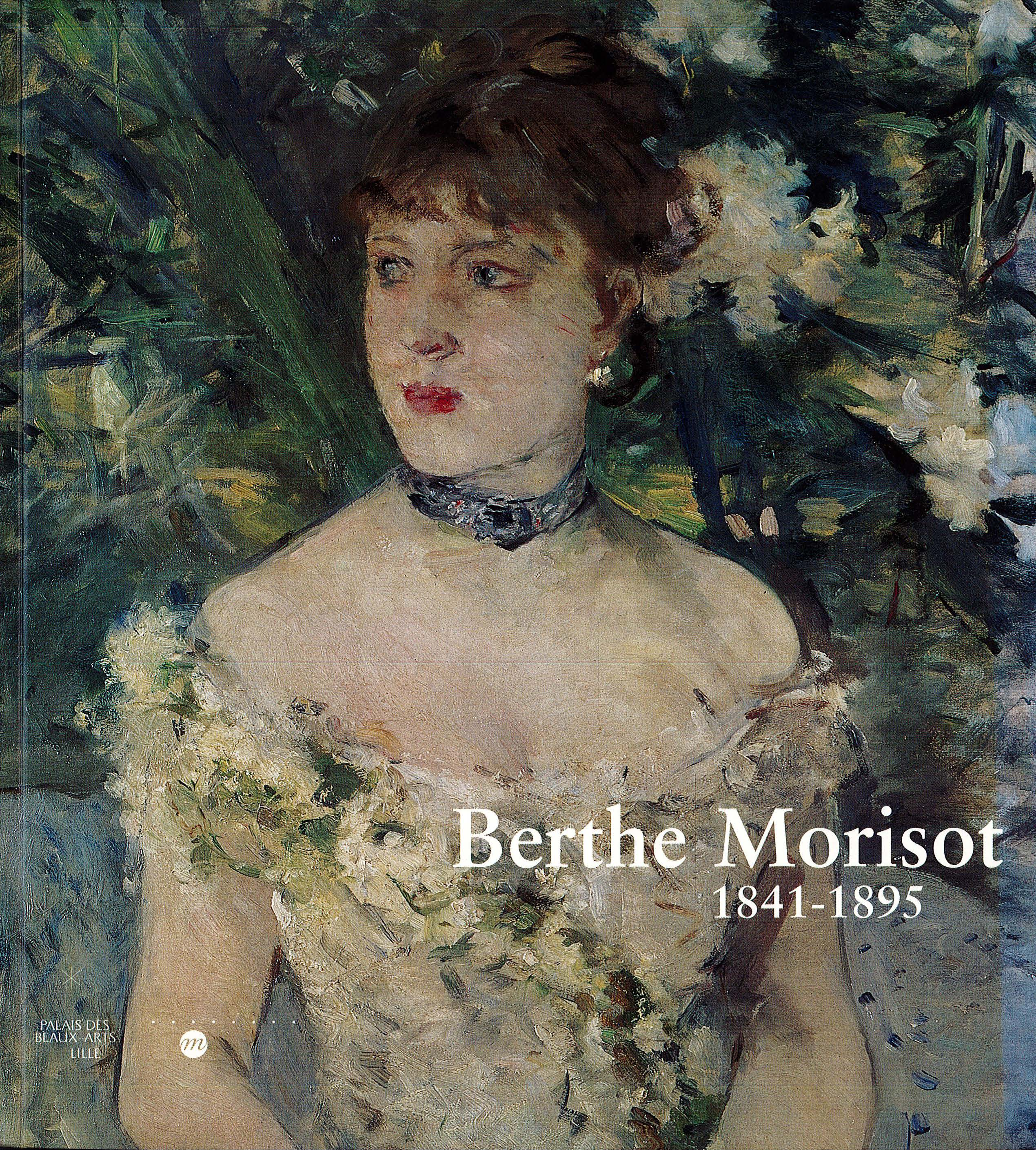
Mladá žena v plesových šatech, 1879
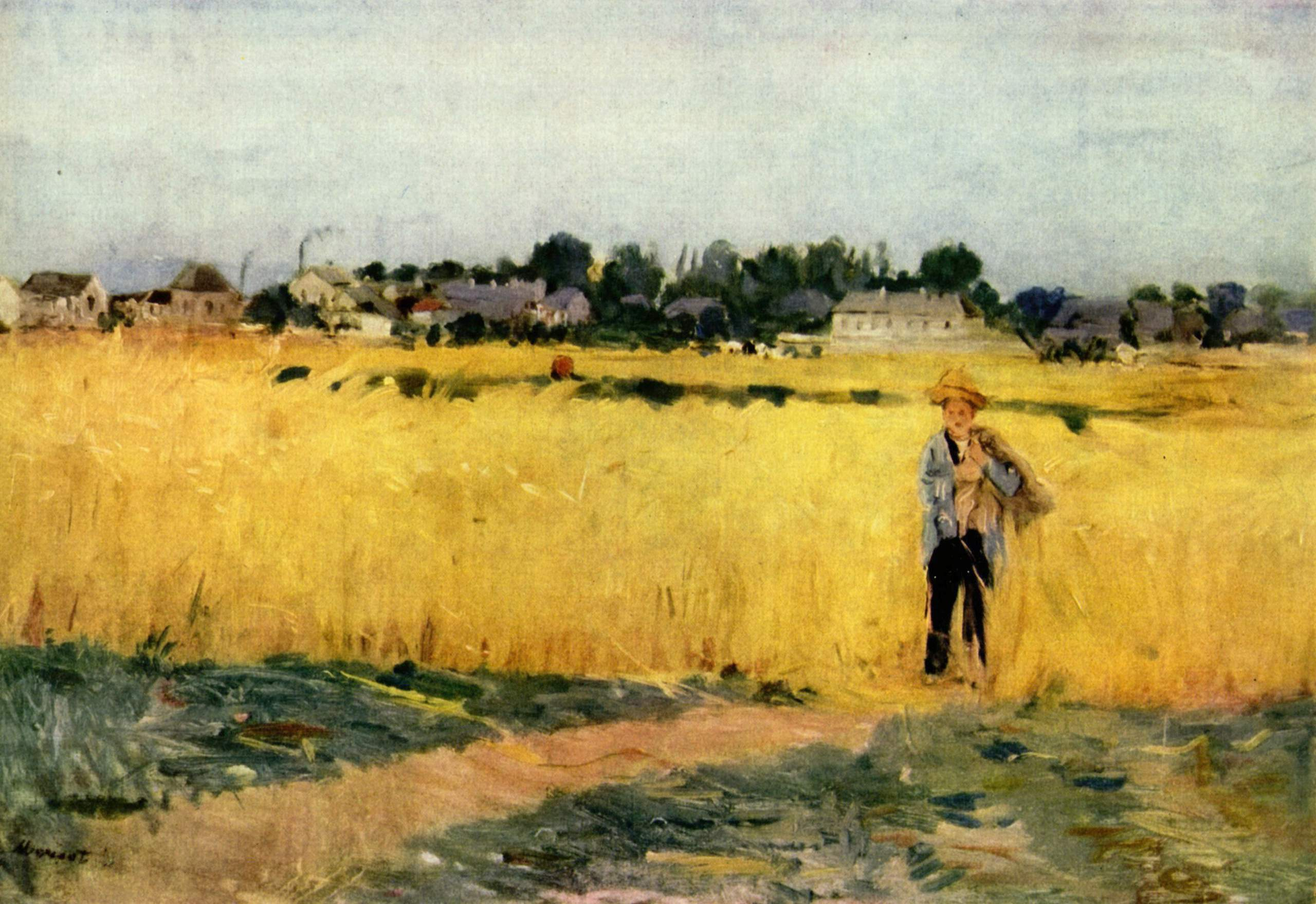
V obilném poli v Gennevilliers, 1875
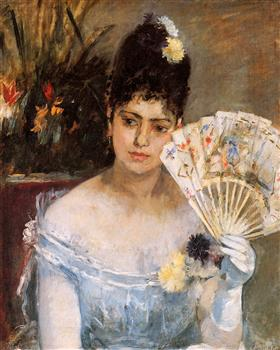
Mladá dívka na plese, 1875

- Mladá žena v plesových šatech – Neobvyklý portrét mladé ženy. Většinu svých portrétů Morisotová zachycuje tak, jakoby model netušil, že je právě malován. Na tomto obraze sedí žena v klasické póze, a přesto že se nedívá na diváka, je zřejmé, že ví, že sedí malířce modelem. Ženiny perlové náušnice a náhrdelník naznačují, že patří k měšťanské společnosti. Ženy z této vrstvy Morisotová malovala ráda. Krémové barva šatů se opakuje na květech rostliny v pozadí, čímž umělkyně dociluje příjemné barevné rovnováhy. Morisotová zde úspěšně zachycuje světlo na ženiných šatech, na její tváři a pokožce rukou. Obraz je malovaný světlou paletou barev v impresionistickém stylu Berthé Morisotové.
- V obilném poli v Gennevilliers – Morisotová na tomto plátně pracuje s hlavně se žlutou a modrou, pouze střechy domů v pozadí jsou naznačeny jemnými doteky červené. Na plátně, které malířka vytvořila v plenéru, použíla typicky impresionistický styl práce, krátké tahy štětce, důraz na barvu a kladení odstínů, potlačení obrysů a přesné kresby. Morisotová namalovala mnoho krajinek stejně jako Cassattová a Renoir. Podle kritika Paula Mantze „její svěžest a improvizace“ z ní učinily „jedinou impresionistku ve skupině“.
- Mladá dívka na plese – ukázka způsobu, jakým se malířce dařilo vyjádřit náladu svých modelů, neboť Morisotová namalovala mnoho žen v plesových šatech. Tento obraz je považován za portrét dívky, kterou nikdo k tanci nevyzval, její pohled je zamyšlený, její ruka nesměle svírá vějíř, snad jej takto drží poprvé. Morisotová zde použila zajímavou kompozici. Na pravou stranu výjevu použila světlejší barvy a nechala ji prázdnou. Oproti tomu levá strana je zaplněna a barvy jsou tmavší.[6]